# Jin-Sook Cords
Jin-Sook Cords (Geburtsname Lee Jin-sook, * 30. April 1963 in Seoul) ist eine aus Südkorea stammende deutsche Tischtennisspielerin. Sie gewann dreimal die Deutsche Meisterschaft im Doppel.

## Leben
Lee Jin-sook wurde in Seoul geboren. 1993 belegte sie Platz drei bei den offenen japanischen Meisterschaften. Bis 1984 war sie koreanische Nationalspielerin. Ende 1984 übersiedelte die Penholderspielerin nach Deutschland und schloss sich dem Verein FTG Frankfurt an. Im Februar des gleichen Jahres heiratete sie den Deutschen Uwe Cords. Im Juli 1987 erhielt sie die deutsche Staatsbürgerschaft. Sie hat einen Sohn und eine Tochter. Die Familie lebt in Henstedt-Ulzburg. Ab 2015 war Cords einige Jahre als Trainerin in der Tischtennis-Jugendabteilung des SV Henstedt-Ulzburg tätig.

## Erfolge in Deutschland
Bei den nationalen Deutschen Meisterschaften gewann sie 1990, 1991 und 1994 jeweils zusammen mit Cornelia Faltermaier den Titel im Doppelwettbewerb. 1989 wurde sie Vizemeisterin im Einzel (hinter Nicole Struse). Mit Georg Böhm siegte sie 1990 im Mixed.
Deutscher Mannschaftsmeister wurde sie 1986 mit FTG Frankfurt sowie 1989, 1990 und 1991 mit Spvg Steinhagen.
Von 1988 bis 1989 gehörte sie zum Kreis der Nationalspielerinnen und absolvierte 4 Länderspiele. Nominiert wurde sie für die Europameisterschaft 1988 und die Weltmeisterschaft 1989. Danach trat sie aus beruflichen Gründen – sie arbeitet bei der Lufthansa – aus der Nationalmannschaft zurück.
Seit 2002 spielt sie bei der Kaltenkirchener Turnerschaft, zunächst in der Zweiten Bundesliga, heute (2013) in der Regionalliga.

## Vereine
- 1985–1986: FTG Frankfurt
- 1986–1988: TuS Jahn Soest
- 1988–1991: Spvg Steinhagen
- 1991–1996: TSV Betzingen
- 1996–1997: TTC Kassel
- 1997–????: SV Wahlstedt
- seit 2002: Kaltenkirchener TS (2. Bundesliga)

## Turnierergebnisse
| Verband | Veranstaltung     | Jahr | Ort      | Land | Einzel    | Doppel | Mixed      | Team |
| ------- | ----------------- | ---- | -------- | ---- | --------- | ------ | ---------- | ---- |
| FRG     | Weltmeisterschaft | 1989 | Dortmund | FRG  | letzte 64 | Qual   | letzte 128 | 19   |